# Культурология
Культуроло́гия (от лат. cultura «возделывание, земледелие; воспитание» + др.-греч. λόγος «мысль как причина») — совокупность исследований культуры как структурной целостности.
Термин «культурология» был предложен американским антропологом Лесли Уайтом для обозначения новой научной дисциплины как самостоятельной науки в комплексе социальных наук. Однако в зарубежной научной классификации культурологию как отдельную науку не выделяют. Данная область знаний в англоговорящих странах называется англ. cultural studies, а в немецкоговорящих странах — нем. Kulturwissenschaft. Феномен культуры в Европе и Америке понимается преимущественно в социально-этнографическом смысле, поэтому основной наукой считается культурная антропология.

## Предмет культурологии
Предмет культурологии — исследование феномена культуры как исторически-социального опыта людей, который воплощается в специфических нормах, законах и чертах их деятельности, передаётся из поколения в поколение в виде ценностных ориентиров и идеалов, интерпретируется в «культурных текстах» философии, религии, искусства и права.
Смысл культурологии на сегодняшний день в том, чтобы учить человека на уровне культуры, как её создателя. В зависимости от целей и предметных сфер, уровня знания и обобщения выделяют фундаментальную и прикладную культурологию.
Фундаментальная культурология изучает культуру с целью теоретического и исторического познания этого феномена, занимается разработкой категориального аппарата и методами исследования; на этом уровне можно выделить философию культуры.
Прикладная культурология, опираясь на фундаментальные знания о культуре, изучает отдельные её подсистемы — экономическую, политическую, религиозную, художественную — с целью прогнозирования, проектирования и регулирования актуальных культурологических процессов.

## Методы культурологии
К методам культурологии относят:
- Диахронический — требует изложения явлений, фактов, событий мировой и отечественной культуры в хронологической последовательности.
- Синхронистический — исследование, в том числе сравнительное, связанное с изучением объектов в одном выбранном промежутке времени без обращения к исторической перспективе, но с разных сторон.
- Сравнительный — область культурологических исследований, которая занимается историческим изучением двух или нескольких национальных культур в процессе взаимодействия, взаимовлияния, установление закономерностей, их своеобразия и сходства. Раскрываются в основном внешние связи культуры, обращённые к инонациональной сфере, выявляются общее и особенное в нац. культуре.
- Археологический — совокупность материальных предметов, добытых в результате раскопок. Она даёт возможность археологу делать выводы об общем состоянии культуры.
- Типологический — метод предполагает изучение структур системы культуры путём восхождения от абстрактного к конкретному и выявления на этой основе типологической близости и историко-культурного процесса.
- Биографический — в литературоведении истолкование литературы как отражение биографии и особенностей личности писателя. Впервые этот метод применил фр. Критик Ш. О. Сент-Бёв. Абсолютизация этого метода может привести к умалению роли духовно-исторической атмосферы, стиля эпохи, влияния традиции. В научном литературоведении — один из принципов исследования. Особенности данного метода — в работе с текстами.
- Семиотический — метод, основанный на учении о знаках, позволяет изучить знаковую структуру (систему) текста или любого другого культурного объекта.
- Психологический — подход, который ориентирует исследователя на изучение субъективных механизмов деятельности культуры, индивидуальных качеств, бессознательные психические процессы. Этот метод очень важен при исследованиях особенностей национальных культур.

## Основные школы культурологии

### Общественно-историческая школа
Общественно-историческая школа имеет наиболее давние, «классические» традиции и восходит к Канту, Гегелю и Гумбольдту, группируя вокруг себя преимущественно историков и философов, в том числе и религиозных. Её представители: в Западной Европе Шпенглер и Тойнби, в России — Н. Я. Данилевский.
Главными особенностями общественно-исторической школы являются органицизм культур (в каждой культуре есть периоды рождения, роста, расцвета, увядания и гибели), деление на типологии, локальность, отсутствие единой линии культур.

### Натуралистическая школа
Главная черта этой школы — стремление подчеркнуть биологическую обусловленность культуры. Это направление объединяет преимущественно медиков, психологов и биологов, которые пытаются объяснить культуру, отталкиваясь от психобиологической природы человека. Основные представители:
Зигмунд Фрейд, Карл Юнг, Конрад Лоренц, Бронислав Малиновский.

### Социологическая школа
В центре культурологического внимания представителей данной школы находится само общество, его структура и социальные институты. Определяющая идея данной школы заключается в том, что культура есть продукт общественный. Основные представители: Томас Элиот, П. А. Сорокин, Альфред Вебер.

### Символическая школа
Самая молодая и одна из самых влиятельных современных школ. Все процессы, происходящие в культуре, рассматриваются представителями данной школы как чисто коммуникационные. Культура понимается как некая знаковая система, созданная человеком в силу присущей только ему способности к символизации, а через неё — и к взаимной информации. Основные представители: Фердинанд де Соссюр, Эрнст Кассирер, Клод Леви-Стросс.

## Культурология в России
Становление культурологической науки в России связано с деятельностью советского и армянского учёного Эдуарда Саркисовича Маркаряна (1929—2011) и его первыми исследованиями по культурологии в 1960-х — 1970-х годах, открывшими новое направление в советской науке. На рубеже 1980—1990-х годов культурология в России получила официальное признание и была легализована как направление науки и высшего образования.
За последние десятилетия в Российской Федерации — России сложились следующие основные культурологические школы:
- философии культуры (А. И. Арнольдов, Г. В. Драч, Н. С. Злобин, М. С. Каган, В. М. Межуев, Ю. Н. Солонин, М. Б. Туровский и др.);
- теории культуры (Б. С. Ерасов, А. С. Кармин, Вал. А. Луков, Вл. А. Луков, А. А. Пелипенко, Э. В. Соколов, А. Я. Флиер и др.);
- истории культуры (С. Н. Иконникова, И. В. Кондаков, Э. А. Шулепова, И. Г. Яковенко и др.);
- социологии культуры (А. С. Ахиезер, Л. Г. Ионин, Л. Н. Коган, О. Л. Лейбович, З. И. Файнбург, А. И. Шендрик и др.);
- культурной антропологии (А. А. Белик, Э. А. Орлова, А. С. Орлов-Кретчмер, Ю. М. Резник и др.);
- прикладной культурологии (М. А. Ариарский, О. Н. Астафьева, И. М. Быховская и др.);
- культурологии искусства (К. Э. Разлогов, Н. А. Хренов, Г. К. Щедрина и др.);
- семиотики культуры (Вяч. Вс. Иванов, Ю. М. Лотман, Е. М. Мелетинский, В. Н. Топоров, Б. А. Успенский и др.);
- культурологического образования (А. С. Запесоцкий, Г. И. Зверева, А. И. Кравченко, Т. Ф. Кузнецова, Л. М. Мосолова, О. А. Горощенова и др.).

Российскими авторами был разработан ряд фундаментальных теорий функционирования культуры. В частности, это теория культуры как деятельности, в соответствии с которой историческое развитие культуры определяется развитием всей системы технологий социальной практики; теория культуры как адаптивно-адаптирующей системы, в соответствии с которой культура не только пассивно адаптируется к внешним условиям своего функционирования, но и активно адаптирует их; теория баланса социальной и культурной динамики, в соответствии с которой при ускорении социального развития общества снижается уровень его локальной культурной самобытности и наоборот и др.
С 1992 года приступил к работе научно-исследовательский Российский институт культурологии (бывший НИИ музееведения и охраны памятников истории и культуры). Позднее, наряду с центральным отделением, расположенным в Москве, открылись ещё три филиала РИК: Сибирский (открыт в 1993 году в Омске), Санкт-Петербургское отделение (открыто в 1997 году) и Южный филиал (открыт в 2012 году в Краснодаре). В 2014 году Институт культурологии был слит с Российским НИИ культурного и природного наследия им. Д. С. Лихачёва.
В 2006 году было образовано Научно-образовательное культурологическое общество (НОКО), объединившее в своих рядах значительное число российских культурологов.
В вузах России с начала 1980-х годов ведётся подготовка специалистов-культурологов, диссертационными советами присваиваются учёные степени по специальностям история, теория и философия культуры, философская антропология. Как научно-исследовательское направление культурология находится на подъёме в связи с возрастающей значимостью таких социокультурных процессов, как «культуроцентрическая» тенденция развития современного мира (Глобализация, Мультикультурализм и пр.).